# Grauspitz
A Grauspitz Liechtenstein legmagasabb hegye. 

## Leírás

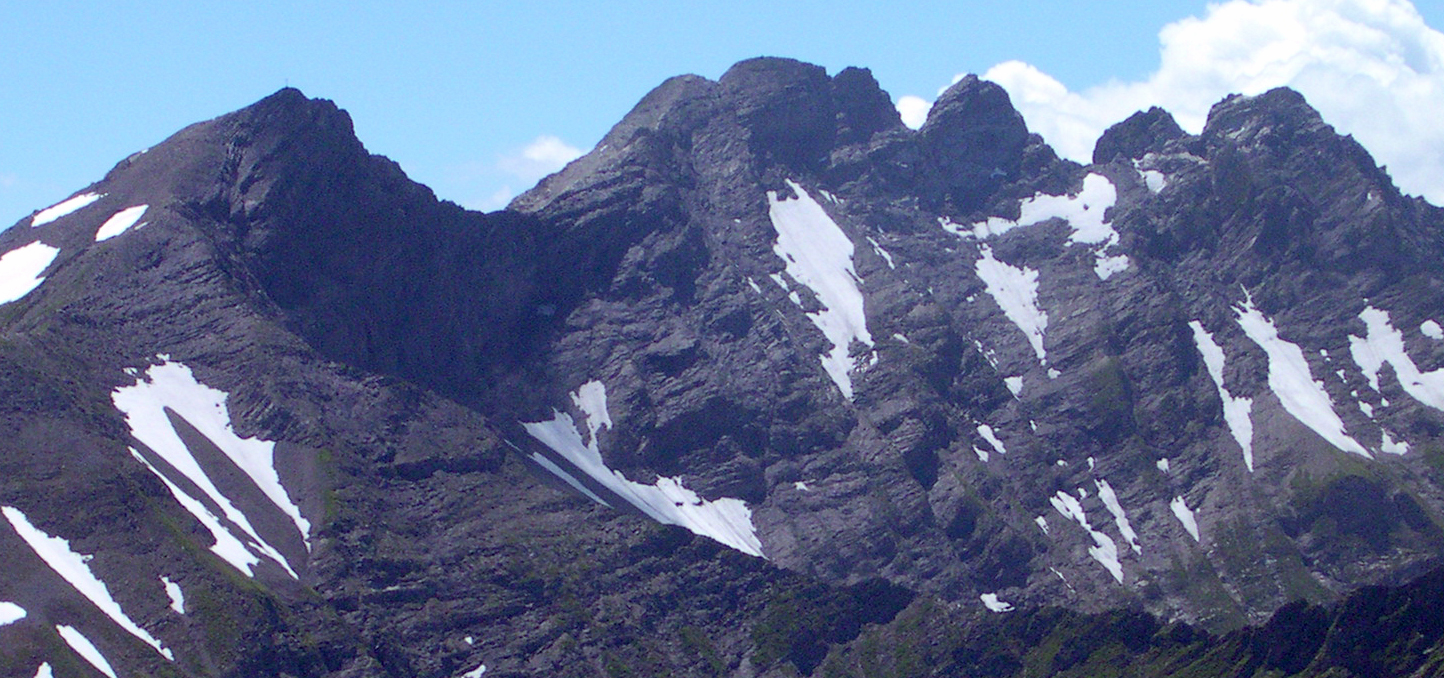
Hintergrauspitz (balra) és Vordergrauspitz (jobbra) északkeletről.

A Grauspitz kettős csúcsa Hintergrauspitzből (más néven Schwarzhorn. 2574 m) és Vordergrauspitzből (2599 m) áll.
A hegy a svájci Graubünden kantonban (Fläsch község) és a liechtensteini Triesen községben található.

## Fordítás
- Ez a szócikk részben vagy egészben  a   Grauspitz című német Wikipédia-szócikk fordításán alapul.  Az eredeti cikk szerkesztőit annak laptörténete sorolja fel. Ez a jelzés csupán a megfogalmazás eredetét és a szerzői jogokat jelzi, nem szolgál a cikkben szereplő információk forrásmegjelöléseként.